# 情熱企業 〜知恵の創造者たち〜
『情熱企業 ～知恵の創造者たち～』（じょうねつきぎょう ちえのそうぞうしゃたち）は、毎週土曜11:35よりテレビ新広島（TSS）で放送されているビジネス情報番組である。第1シリーズが2009年1月25 - 3月29日、第2シリーズが同年10月4日 - 12月27日日曜午前6:45 - 7:00に放送された。2010年10月放送分より、『情熱企業 ～新たなる価値の創造～』にサブタイトルを変更した。

## 概要
開発者の人間像に迫りながら地元の経済や産業を描く、ドキュメンタリー風経済番組である。
改題後は、地元経済界の活性化を目的に、知的財産を活用している企業（本編）と、新規事業・新規産業を創出しそうな特許技術を一件取り上げ、『現代の地域産業革命』とも呼べる地域企業の挑戦を掘り起こす番組となった。
放送は1クール（3カ月）を終えると、少しインターバルをおいて、また再開する。第3シリーズがまで放送された。第4シリーズが2011年1月23日から放送中である。
中国エリアの特定の企業にスポットを当て、知的財産や独自のアイデアで経営を行う企業のそれぞれの「知恵」を紹介する。
飲食店から、農業、農・商・工連携事業、小さな町工場、BtoB取引（企業間電子商取引）オンリーのニッチ産業まで広く企業を取り上げ、紹介ポイントも起爆剤となった新商品、営業戦略などさまざま。苦労話や、儲かっていく様を紹介するドキュメンタリータッチとなっている。
ほとんどの動画は、ウェブサイトでも見ることが出来る。

## 出演
- 河野行恵（TSSアナウンサー・3級知的財産管理技能士）2024年1月から。[1]

過去の出演者
- 石井百恵（TSSアナウンサー）
- 天野陽子（TSSアナウンサー）
- 河野行恵（TSSアナウンサー）2019年3月3日
- 衣笠梨代（TSSアナウンサー）2023年12月をもって産休のため降板[1]

## 放映内容

### 第1弾（2009年1月25 - 3月29日）
知的財産を活用している企業（本編）
- コーポレーションパールスター「転倒予防靴下」
- 東洋高圧「まるごとエキス化技術」
- アイクリーテクノワールド「コンクリート技術の新工法」
- 廿日市商工会議所　地域ブランディング事業「平良イチゴ」
- IVANKA（イヴァンカ）　オリジナルブランド化粧品
- デルタツーリング
- ヒロテツ工業
- 出雲土建「出雲カーボン」
- ヤマトメック「精密機械装置部品の加工･組立の新工法」
- 三菱重工業広島製作所「がん放射線治療装置」

新規事業・新規産業を創出した新しい知的財産・特許技術
- 広島県立総合技術研究所「凍結含浸法」
- 東京理科大学「マッスルスーツ」
- 広島大学「らっくんウォーク」
- 広島県立総合技術研究所「ノロウイルス検出法」
- 東京工業大学「地雷探査ロボット」
- 産業技術総合研究所「メンタルコミットロボット・パロ」
- 広島大学「振動でメロンの食べ頃がわかる」
- 近畿大学工学部「パワークリンイオン水」
- 国際学院大学「光合成菌ビーズ」
- 広島市立大学「骨電伝導システム」

### 第2弾（2009年10月4日 - 12月27日）
知的財産を活用している企業(本編)
- 瀬戸鉄工「高温高圧焼成法」
- A&C「瀬戸の黒鯛めし」
- アグリフーズ「農・商・工連携で新展開！」
- 熊野筆「ほころ」
- カンサイ「廃棄物を利用した未来型農業構想」
- コーポレーションパールスター「外反母趾対策くつ下」
- 福利厚生倶楽部「福利厚生サービス事業」
- 巣守金属工業「ご当地ナンバープレート」
- ケーツーエス「広島風お好み焼きのスタンダード化」
- 板野紙工「段ボールを使ったアイデアグッズ」
- 広島ヤンマー商事「広島牡蠣の加工食品開発」
- 株式会社原田「省エネ環境事業と鯛焼き事業」
- 株式会社 ディー・スペース「独自ルート開発で地産地消を推進」

### 第3弾
- アイスタイル株式会社
- 下岸建設 株式会社
- 株式会社 コーポレーションパルスター
- 株式会社晃祐堂
- 株式会社アスカネット
- 株式会社ケーツーエス
- 山根木材株式会社
- 川中醤油 株式会社
- 鮮コーポレーション株式会社
- 大峰堂薬品工業 株式会社
- 有限会社 瀬戸鉄工

### 第4弾
- アイレストホーム株式会社
- エクセル株式会社
- 株式会社 岡本亀太郎本店
- 株式会社センタークリーナー
- 株式会社熊野技建
- 株式会社幻霜ファーム
- 三興化学工業株式会社
- 渡辺化学工業株式会社
- 堀田建設株式会社

### 第5弾
- コープハウジングひろしま 株式会社
- こだま食品株式会社
- ハッピーおがわ
- 株式会社　山豊
- 株式会社コーポレーションパールスター
- 株式会社こっこー
- 株式会社ハドー
- 株式会社フレッズ
- 株式会社寺田鉄工所
- 東亜ハウス 株式会社
- 有限会社 瀬戸鉄工
- 緑井整形外科・人工関節センター

### 第6弾
- アイレストホーム株式会社

オールハウス株式会社
永和国土環境株式会社
株式会社　新星工業社
株式会社コンセック
株式会社マエダハウジング
株式会社牛尾煙火製造所
株式会社呉英製作所
田中電機工業 株式会社
有限会社トッツ

### 第7弾
アオイ化学工業 株式会社
ミシマ食品株式会社
株式会社 小田原ハウジング
株式会社A.C.E.
株式会社イノテック
株式会社コーポレーションパールスター
株式会社サンポール
株式会社フレッズ
日本パイプ株式会社
堀田建設株式会社
有限会社瀬戸鉄工
オオアサ電子株式会社
株式会社A.C.E.
堀田建設株式会社

### 第8弾（2013年7月 - 9月）
- 株式会社ACE
- 堀田建設株式会社
- オオアサ電子株式会社
- 株式会社システムフレンド

弁護士、弁理士など、知的財産開発のサポートを行う著名人インタビュー
- 長尾正彦 （中国経済産業局局長）「日本の知的財産戦略の現状」
- 多喜義彦（システムインテグレーション代表取締役）「地財の今」
- 三宅曜子（マーケティングコンサルタント）「マーケティングについて」「ビジネスチャンスを掴む方法!?」
- 筒井大和（弁理士・日本弁理士会会長）「地域の地財支援について」
- 桑原良弘（知財活用プロデューサー）「環境技術とオープンイノベーション」
- 豊田麻子（広島市副市長・CIO）「情報通信における知財トレンド」
- 福本哲也（鳥取県商工労働部産業振興戦略総室産業開発チーム知財担当）「知財の重要性」
- 鮫島正洋（弁護士・弁理士）「地財経営とは？」「知財戦略について」
- 宥免達憲（IT・知財プロデューサー）「ベンチャーにとって知財とは？」
- 加藤正博（中小企業基盤整備機構 中国支部）「新連携＆農商工連携について」「新連携＆農商工連携について」